# Frankee
Nicole Francine Aiello (New York, 9 juni 1983), beter bekend als Frankee, is een Amerikaanse r&b-zangeres.

## Loopbaan
Frankee debuteerde in 2004 met F.U.R.B. (Fuck You Right Back), een reactie op Fuck It (I Don't Want You Back) van Eamon, dat dezelfde melodie heeft. Ze beweerde zijn ex-vriendin te zijn, maar dat was niet waar. Daarna verscheen het minder succesvolle How You Do. Beide nummers zijn afkomstig van haar album The Good, the Bad, the Ugly. Een tweede album stond gepland voor 2006, maar het is bij een digitaal uitgebrachte single Watch Me gebleven.
- Gemeinsame Normdatei: 135366615
- International Standard Name Identifier: 0000 0000 3677 0219
- Library of Congress Control Number: n2005059913
- MusicBrainz: a278331c-1b22-4ebd-b93f-4408bd96f9b8
- Virtual International Authority File: 70799803
- WorldCat: E39PBJhmP3r7fcf9TYMg6JQH4q